# Kokkojärvi (sjö i Finland, Lappland, lat 68,47, long 24,20)
Kokkojärvi är en sjö i Finland. Den ligger i kommunen Enontekis i landskapet Lappland, i den norra delen av landet, 900 km norr om huvudstaden Helsingfors. Kokkojärvi ligger 328,7 meter över havet. Omgivningarna runt Kokkojärvi är i huvudsak ett öppet busklandskap. Arean är 22,7 hektar och strandlinjen är 3,05 kilometer lång. Sjön  ingår i Kemi älvs huvudavrinningsområde. 